# Intel·ligència artificial

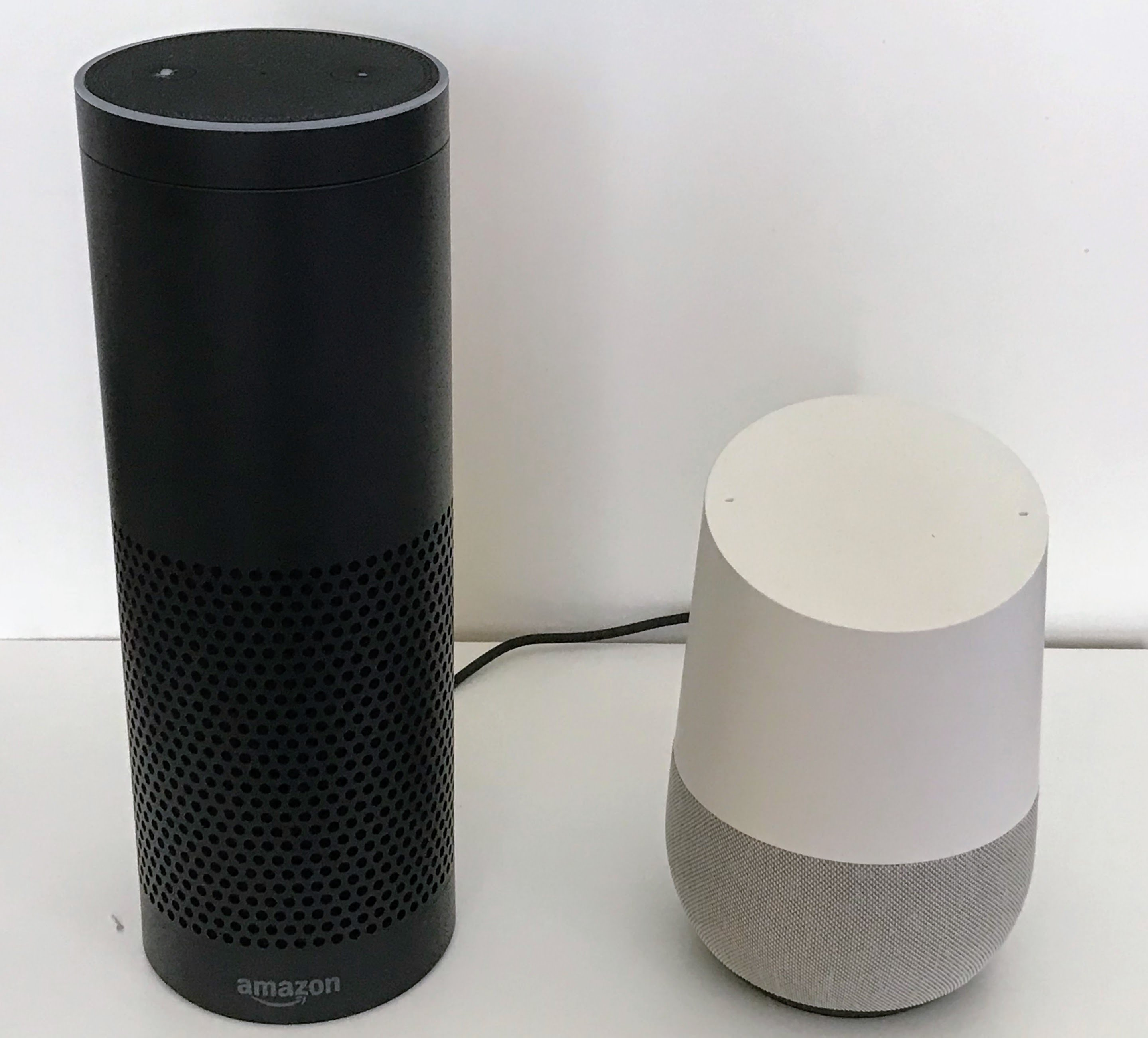
Un assistent personal intel·ligent, una de les aplicacions concretes de la intel·ligència artificial popularitzada en la dècada del 2010.

La intel·ligència artificial (abreujat IA) és una part de la informàtica, dedicada al desenvolupament d'algorismes  que permeten a les màquines processar dades del seu entorn i utilitzar l'aprenentatge per decisions que simulen comportar-se com si tingués una intel·ligència semblant a la humana.
Aquesta branca de la tecnologia, que s'ha començat a popularitzar recentment a partir de la generalització dels models generatius LLM, té els seus orígens als anys 1950 amb la recerca del matemàtic britànic Alan Turing qui, al llarg de la Segona Guerra Mundial i sota els auspicis del servei d'intel·ligència britànic, va començar a fonamentar les seves bases teòriques.

## Definicions
Entre les definicions que permeten qualificar un sistema com “intel·ligència artificial”, la més estesa és la de John McCarthy (1995), que afirma que "és quan una màquina es comporta d'una manera que seria considerada intel·ligent en un ésser humà." Marvin Minsky assigna a la intel·ligència artificial la "realització de sistemes informàtics amb un comportament que en l'ésser humà qualificaríem d'intel·ligent". Abans d'ells, Alan Turing davant la pregunta de si la màquina pot pensar, suggeria un canvi i preguntar-se "si la màquina és capaç de tenir un comportament intel·ligent".
Hi ha moltes menes de sistemes algorítmics integrats en models d'intel·ligència artificial: en el camp de la salut, ajudants virtuals com Alexa, el de Google o Siri, traductors automàtics com el de Google i DeepL, sistemes de recomanació com el de la plataforma digital de YouTube, motors d’escacs i altres jocs com Stockfish y AlphaZero, chatbox com ChatGPT, creadors d’imatges a partir de text com Midjourney, Dall-e, Leonardo i Stable Diffusion i fins i tot conduint vehicles autònoms com Tesla Autopilot.
Cal entendre que aquests exemples tan coneguts i utilitzats pel públic general, incorporen dins moltes aplicacions d'IA que no es perceben com a tals, tot i ser aplicacions IA d'avantguarda que s'han incorporat en aplicacions generals, sovint sense anomenar-se IA perquè, “una vegada que alguna cosa esdevé prou útil i comú, ja no s'etiqueta IA". Aquest fenomen va ser descrit per John McCarthy com l'“efecte IA”.
El 2019, la Comissió Mundial d’Ètica del Coneixement Científic i la Tecnologia (COMEST) de la UNESCO descrivia la IA com un camp que implica màquines capaces de simular determinades funcionalitats de la intel·ligència humana, incloses característiques com la percepció de patrons, per exemple d’imatges i sons, l'aprenentatge, el raonament, la resolució de problemes, el processament del llenguatge natural, la interacció lingüística i fins i tot la producció de treballs creatius.

## Tipus d'IA
Existeixen diferents tipus de coneixement i mitjans de representació del coneixement, el qual pot ser carregat en l'agent pel seu dissenyador o pot ser après pel mateix agent utilitzant tècniques d'aprenentatge.
També es distingeixen diversos tipus de processos vàlids per obtenir resultats racionals, que determinen el tipus d'agent intel·ligent. De més simples a més complexos, els cinc principals tipus de processos són:
- Execució d'una resposta per defecte per cada entrada (anàlogues a actes reflexos en éssers vius).
- Recerca de l'estat requerit en el conjunt dels estats produïts per les accions possibles.
- Algorismes genètics (anàlegs al procés d'evolució de les cadenes d'ADN).
- Xarxes neuronals artificials (anàlogues al funcionament físic del cervell d'animals i humans).
- Raonament mitjançant una lògica formal (anàleg al pensament abstracte humà).

També existeixen diferents tipus de percepcions i accions que poden ser obtingudes i produïdes, respectivament, per sensors físics i sensors mecànics en màquines, polsos elèctrics o òptics en computadores, tant com per entrades i sortides de bits d'un programari i el seu entorn programari.
Diversos exemples es troben en l'àrea de control de sistemes, planificació automàtica, l'habilitat de respondre a diagnòstics i a consultes dels consumidors, reconeixement d'escriptura a mà, reconeixement de la parla i reconeixement de patrons. Els sistemes d'intel·ligència artificial actualment són part de la rutina en camps com economia, medicina, enginyeria i la milícia, i s'ha usat en gran varietat d'aplicacions de programari, jocs d'estratègia com escacs d'ordinador i altres videojocs.

## Implicacions
El desenvolupament i l'aplicació de la intel·ligència artificial en molts aspectes de la vida quotidiana també ha propiciat la creació de nous camps d'estudi com la roboètica i l'ètica de les màquines i l'ètica de la intel·ligència artificial. Aquestes noves disciplines s'encarreguen d'analitzar en quina forma els avenços en aquest tipus de tecnologies impactarien en diversos àmbits de la vida, així com la gestió responsable i ètica que se'ls hauria de donar, establint les regles i la manera correcta de procedir de les màquines. Un altre àmbit sobre el que està tenint impacte són els aspectes jurídics derivats com la propietat intel·lectual, la responsabilitat jurídica de les seves accions i la no col·lisió amb altres drets personals.

## Història
La intel·ligència artificial sorgeix definitivament a partir d'alguns treballs publicats en la dècada de 1940 que no van tenir gran repercussió, però a partir de l'influent treball en 1950 d'Alan Turing, matemàtic britànic, s'obre una nova disciplina de les ciències de la informació.
Si bé les idees fonamentals es remunten a la lògica i algorismes dels grecs, i a les matemàtiques dels àrabs, diversos segles abans de Crist, el concepte d'obtenir raonament artificial apareix en el segle xiv. A finals del segle xix s'obtenen lògiques formals prou poderoses i a mitjans del segle xx, s'obtenen màquines capaces de fer ús d'aquestes lògiques i algorismes de solució.
En el seu històric article de 1950, Turing va proposar que la pregunta, «pot pensar una màquina?» era massa filosòfica per tenir valor i, per fer-lo més concret, va proposar un "joc d'imitació". En la prova de Turing intervenen dues persones i un ordinador. Una persona, l'interrogat, s'asseu en una sala i tecleja preguntes a la terminal d'una computadora. Quan apareixen les respostes a la terminal, l'interrogat intenta determinar si van ser fetes per una altra persona o per un ordinador. Si actua de manera intel·ligent, segons Turing és intel·ligent. Turing, va assenyalar que una màquina podria fracassar i, malgrat tot, ser intel·ligent. Tanmateix, creia que les màquines podrien superar la prova a finals del segle xx.
De totes maneres aquesta prova no va tenir el valor pràctic que s'esperava, encara que les seves repercussions teòriques són fonamentals. L'enfocament de Turing de veure la intel·ligència artificial com una imitació del comportament humà no fou tan pràctic al llarg del temps, i l'enfocament dominant ha estat el del comportament racional. De manera semblant, en el camp de l'aeronàutica es va deixar de banda l'enfocament de tractar d'imitar els ocells i es va prendre l'enfocament de comprendre les regles d'aerodinàmica. Tot i això, per descomptat, l'enfocament del comportament humà i el del pensament humà continuen sent estudiats per les ciències cognitives i continuen aportant interessants resultats a la Intel·ligència Artificial, i viceversa.
La ciència no es defineix, sinó que es reconeix. Per l'evolució de la Intel·ligència Artificial, les dues forces més importants van ser la lògica matemàtica, la qual es desenvolupa ràpidament a finals del segle xix, i les noves idees sobre computació i els avenços en electrònica que van permetre la construcció dels primers computadors en 1940.
També són font de la intel·ligència artificial: la filosofia, la neurociència i la lingüística. La lògica matemàtica ha continuant sent una àrea molt activa en la intel·ligència artificial. Fins i tot abans de l'existència dels ordinadors amb els sistemes lògics deductius.

### Orígens i evolució cronològica
Els jocs matemàtics antics, com el de les Torres de Hanoi (cap al 3000 aC), mostren l'interès per la recerca d'una manera resolutiva capaç de guanyar amb els mínims moviments possibles.
Prop de 300 aC, Aristòtil va ser el primer a descriure de manera estructurada un conjunt de regles, sil·logismes, que descriuen una part del funcionament de la ment humana i que, seguint-les pas a pas, produeixen conclusions racionals a partir de premisses donades.
En 250 aC Ctesibi d'Alexandria va construir la primera màquina autocontrolada, un regulador del flux d'aigua que actuava modificant la seva comporta "racionalment" (correctament) però clarament sense raonament.
En 1315, Ramon Llull va tenir la idea que el raonament podia ser efectuat d'una manera artificial.
En 1847 George Boole va establir la lògica proposicional (booleana), molt més completa que el sil·logisme d'Aristòtil, però encara una cosa poc potent.
En 1879 Gottlob Frege estén la lògica booleana i obté la lògica de primer ordre, la qual compta amb un major poder d'expressió i és utilitzada universalment en l'actualitat.
En 1903 Lee De Forest inventa el tríode, una vàlvula termoiònica de tres elèctrodes.
En 1937 Alan Turing va publicar un article de força repercussió sobre els nombres calculables, un article que va establir les bases teòriques per a totes les ciències de computació, i que es pot considerar l'origen oficial de la informàtica teòrica. En aquest article va introduir el concepte de Màquina de Turing, una entitat matemàtica abstracta que va formalitzar el concepte d'algorisme i va resultar ser la precursora de les computadores digitals. Podia conceptualment llegir instruccions d'una cinta de paper perforada i executar totes les operacions crítiques d'un computador. L'article va fixar els límits de les ciències de la computació perquè va demostrar que no és possible resoldre problemes amb cap tipus d'ordinador. Amb l'ajuda de la seva màquina, Turing va poder demostrar que hi ha problemes irresolubles, dels quals cap ordinador serà capaç d'obtenir la seva solució, per la qual cosa se'l considera el pare de la teoria de la computabilitat.
En 1940, Alan Turing i el seu equip van construir el primer ordinador electromecànic, i en 1941 Konrad Zuse va crear la primera computadora programable i el primer llenguatge de programació d'alt nivell Plankalkül. Les següents màquines més potents, encara que amb el mateix concepte, van ser l'ABC i ENIAC.
En 1943 Warren McCulloch i Walter Pitts van presentar el seu model de neurones artificials, considerat el primer treball del camp d'intel·ligència artificial, tot i que encara no existia el terme.
En 1950 Turing va consolidar el camp de la intel·ligència artificial amb el seu article Computing Machinery and Intelligence, en el qual va proposar una prova concreta per determinar si una màquina era intel·ligent o no, la seva famosa Prova de Turing per la qual cosa se'l considera el pare de la Intel·ligència Artificial. Anys després, Turing es va convertir en l'adalid que els qui defensaven la possibilitat d'emular el pensament humà a través de la computació i va ser coautor del primer programa per jugar escacs.
En 1951 William Shockley inventa el transistor d'unió. L'invent va fer possible una nova generació d'ordinadors molt més ràpids i petits.
En 1956 es va encunyar el terme "intel·ligència artificial" a la Universitat de Dartmouth durant una conferència convocada per McCarthy, la Convenció de Dartmouth, a la qual van assistir, entre d'altres, Minsky, Newell i Simon. En aquesta conferència es van fer previsions triomfals a deu anys vista que mai no es van complir, cosa que va provocar l'abandonament gairebé total de les investigacions durant quinze anys.
En 1980 la història es va repetir amb el desafiament japonès de la cinquena generació, que va donar lloc a l'auge dels sistemes experts però que no va assolir molts dels seus objectius, pel que aquest camp va patir una nova interrupció en els anys noranta.
En 1987 Martin Fischl i Oscar Firschein van descriure els atributs d'un agent intel·ligent. En intentar descriure amb un major àmbit (no només la comunicació) els atributs d'un agent intel·ligent, la IA s'ha expandit a moltes àrees que han creat branques d'investigació enormes i diferenciades. Aquests atributs de l'agent intel·ligent són:
En l'actualitat s'està tan lluny de complir la famosa prova de Turing com quan es va formular: Existirà Intel·ligència Artificial quan no siguem capaços de distingir entre un ésser humà i un programa d'ordinador en una conversa a cegues.
Com a anècdota, molts dels investigadors sobre IA sostenen que «la intel·ligència és un programa capaç de ser executat independentment de la màquina que l'executeu, ordinador o cervell»:
1. Té actituds mentals com ara creences i intencions.
2. Té la capacitat d'obtenir coneixement, és a dir, aprendre.
3. Pot resoldre problemes, fins i tot particionant problemes complexos en altres més simples.
4. Entén. Té la capacitat de crear sentit, si és possible, a idees ambigües o contradictòries.
5. Planifica, prediu conseqüències, avalua alternatives (com en els jocs d'escacs)
6. Coneix els límits de les seves pròpies habilitats i coneixements.
7. Pot distingir malgrat les semblança de les situacions.
8. Pot ser original, creant fins i tot nous conceptes o idees, i fins utilitzant analogies.
9. Es pot generalitzar.
10. Es pot percebre i modelar el món exterior.
11. Es pot entendre i utilitzar el llenguatge i els seus símbols.

Podem llavors dir que la IA posseeix característiques humanes com ara l'aprenentatge, l'adaptació, el raonament, l'autocorrecció, el millorament implícit, i la percepció modular del món. Així, podem parlar ja no només d'un objectiu, sinó de molts, depenent del punt de vista o utilitat que pugui trobar a la IA.
El 2018 un informe escrit per 26 experts especialitzats en IA advertia dels perills que podia tindre aquesta tecnologia. Per exemple: casos de cibercriminalitat com uns terroristes podrien modificar les IAs disponibles al mercat o fer vídeos falsos molt versemblants per destruir reputacions.

## Punts de vista
Cal partir dels dos objectius centrals que es persegueixen actualment quan s'investiga en el camp de la intel·ligència artificial. El primer objectiu és l'estudi dels processos cognoscitius en general, que s'orienta cap a la consideració de la intel·ligència artificial com a estudi de conducta humana intel·ligent, en aquesta materia trobem Patrick J.Hayes. El segon objectiu central de la intel·ligència artificial és l'intent d'obtenir sistemes automàtics capaços de realitzar feines reservades als éssers humans. Aquí apareix com una disciplina tecnològica que persegueix la construcció de màquines i programes que intenten aconseguir fer tasques d'una manera igual o superior a la de l'ésser humà.
Aquests dos objectius es van succeint en les definicions que fan diferents especialistes importants. Marvin Minsky, professor del Massachusetts Institute of Technology, la defineix com "la ciència de construir màquines que fan coses que realitzades per l'home requereixen l'ús de la intel·ligència". B. G. Buchanan i E. A. Feigenbaum, de la Universitat Stanford, diuen que "la investigació sobre intel·ligència artificial és la part de la ciència dels ordinadors que investiga processos simbòlics, raonaments no algorísmics i representacions simbòliques del coneixement usats en màquines intel·ligents". També trobem P. H. Winston, director del laboratori d'intel·ligència artificial del MIT, que diu que "l'objectiu de la intel·ligència artificial es pot concretar en com aconseguir fer ordinadors més útils per comprendre els principis que fan possible la intel·ligència".
Altres autors com Charniak i McDermott proposen que "la intel·ligència artificial és l'estudi de les facultats mentals mitjançant l'ús de models computacionals". Aquesta definició posa èmfasi en l'interes de la intel·ligència artificial de reproduir les facultats mentals de les persones. També en aquesta línia trobem la definició que va donar Elaine Rich, "la intel·ligència artificial és l'estudi de com es pot fer que els ordinadors facin coses que, de moment, les persones fan millor".

## El mecanisme bàsic
La tècnica pròpia de la intel·ligència artificial és obtenir una adequada representació simbòlica del coneixement. Per això parlem de dos mecanismes més:

### La inferència simbòlica
Els mecanismes de deducció típics de la inferència simbòlica inclouen la deducció. Per exemple el modus ponens, amb regles tipus "si p llavors q", és a dir, un primer fet pot afirmar el segon. La instanciació universal, és a dir, si una cosa és certa per al conjunt també ho és per a l'individu. El mecanisme "raonador" de la inducció, és a dir, una propietat predicada per molts individus, s'indueix que la propietat pot ser predicada per tots els individus. El modus tollens que és l'anomenada abducció, "si a llavors b", a partir d'un segon fet podem postular un primer.

### L'heurística
L'heurística és el conjunt de criteris, mètodes o principis que s'utilitzen per trobar, d'entre diversos resultats possibles, quin o quins són els més efectius per obtenir un objectiu. Té molt a veure amb els mecanismes experimentals i empírics, amb la síntesi d'aquests acaba elaborant aquestes regles de l'experiència que s'empren per seleccionar un camí d'acció davant tots els casos possibles.

## La representació del coneixement
La representació del coneixement que utilitza la intel·ligència artificial no són només unes estructures de dades que proporcionin un sistema de representació eficient dels coneixements, sinó també quin s'ha de representar en cada ús. Els components essencials són les estructures de dades i procediments d'interpretació i maneig. Els coneixements a representar són els objectes, els processos i l'entorn en què existeixen objectes i processos. A més de la representació de diversos objectius, motivacions, elements de causalitat i temporalitat.
Es coneixen tres etapes en l'ús del coneixement: l'adquisició intenta acumular coneixement nou i relacionar-lo amb el que ja tenia; la recuperació vol aconseguir el coneixement necessari per resoldre una qüestió en concret; i el raonament prova d'inferir alguna cosa a partir del coneixement ja seleccionat.
Les propietats que ha de tenir la representació del coneixement són: l'adequació representacional, que és la possibilitat de representar totes les classes de coneixement necessàries; l'adequació inferencial, que és la possibilitat de manipular les estructures de dades que serveixen per representar el coneixement de manera que es puguin generar noves estructures corresponents a nous coneixements inferits dels anteriors; l'eficiència inferencial, que és la capacitat d'incorporar nou coneixement addicional que serveix per millorar l'ús dels mecanismes d'inferència i optimitzar el funcionament de la intel·ligència artificial; i l'eficiència en l'adquisició del coneixement, que és la facilitat d'adquirir informació nova incloent-hi el fet que el sistema mateix ha de ser capaç de controlar l'adquisició del nou coneixement.
Un dels primers formalismes va ser l'espai d'estats. Aquest descriu tots els moments i passos del problema i de la solució. Aquesta solució s'obté amb uns operadors o transicions que actuen transformant la situació del problema d'un estat a un altre dins de l'espai d'estats. Això és adequat quan no és produeix una explosió combinatòria del nombre de casos possibles; no és el cas per exemple del joc d'escacs, on s'ha de recórrer a l'heurística.
Actualment hi ha esquemes més moderns de la representació del coneixement. Es pot distingir entre els esquemes de tipus declaratiu, com són els esquemes lògics i les xarxes semàntiques, i els esquemes de representació procedural o els sistemes de producció, anomenats també sistemes experts.
Els esquemes lògics, esmentats anteriorment, formen part dels esquemes de tipus declaratiu, els fets i les fórmules expressades en algun sistema basat en la lògica com el llenguatge Prolog, que utilitza la lògica de primer odre del càlcul de predicats. Tot i que també hi ha lògiques més complexes com la multivaluada, la temporal o la difusa. Una fórmula lògica és una combinació de predicats, variables, connectors lògics, quantificadors i funcions.
Les xarxes semàntiques formen part dels esquemes de tipus declaratiu, són sistemes adequats per establir classificacions i són gràfics. Al graf que constitueix una xarxa semàntica els nodes hi incorporen objectes o conceptes, i els arcs narren les relacions entre els nodes. Les xarxes semàntiques tenen facilitat per implementar l'herència de propietats, que permet deduir fets nous derivats del fet que els nodes més alts en la jerarquia són també assercions sobre els nodes més baixos.
Els sistemes de representació de procediments es basen en la idea d'emmagatzemar el coneixement en forma de procediments, en lloc de fer-ho en proposicions. Es tracta d'un conjunt de regles de producció que constitueix la base de coneixements. Gràcies al procés d'unificació, selecció de la regla que s'ha d'utilitzar en cada cas, el motor d'inferència obté un nou coneixement. A més d'una resolució dels possibles conflictes entre regles i una acció que decideix regles o fets nous que s'han d'emmagatzemar a la base de fets.
El frame es pot assimilar a una xarxa semàntica complexa d'estructures que s'utilitza per descriure el conjunt d'atributs que té determinat objecte o una situació complexa. Pot establir una jerarquia, apta per fer classificacions. A més, els frames disposen de ranures d'expansió com a llocs físics per a inserir una part del coneixement o propietat dins de l'estructura. Diferenciem entre ranures d'expansió membre i les d'expansió pròpies. L'avantatge dels frames és que contenen informació del procediment.
Els scripts són estructures de representació mixta especialitzades que descriuen seqüències d'esdeveniments en un context particular. Conté diferents components principals, com les condicions d'entrada, les propietats (prop), els personatges (rols), la instància (track), i les escenes.

## Els sistemes experts
Els sistemes experts, o sistemes basats en el coneixement, tenen la finalitat de reproduir correctament el comportament d'un expert humà en el seu domini de competència. El sistema d'experts ha estat classificat com "la intel·ligència artificial amb èxit", cosa que és realment una exageració però que plasma la superació dels anys difícils que va patir la intel·ligència artificial, a l'inici de la dècada del 60. Un sistema expert és un sistema elaborat amb tècniques d'intel·ligència artificial que resol problemes complexos i difícils, així com l'expert humà. El sistema expert utilitza processos que imiten el raonament humà, és a dir, deducció, inducció i estratègies de recerca de solucions, alhora de resoldre problemes. I ho aconsegueix utilitzant les informacions base, que li ha subministrat prèviament un expert humà, i als quals incorpora coneixements que el sistema expert informàtic va aprenent. A més, ha de ser capaç de justificar les decisions i els resultats obtinguts i atribuir a aquests un grau de credibilitat. També ha poder raonar a partir de dades incertes, així mateix com ho fan els humans.
És pot aplicar en banca, disseny, diagnòstic de situació i ensenyament.

### Estructura bàsica
Els sistemes experts s'organitzen en una estructura bàsica, la separació de les dades que formen el coneixement de les estratègies de procediment amb què s'elaboren les solucions. A la base de coneixements i a la base de fets s'emmagatzemen coneixements, i al motor d'inferència els procediments capaços de raonar. A més, hi ha la necessitat d'interfícies que permetin l'accés al sistema, tant de l'expert humà com del usuari.
La base de coneixements és la memòria a llarg termini del sistema expert i conté les regles i meta-regles, les quals indiquen l'ordre o la preferència amb què s'han d'usar les regles que descriuen el coneixement de l'expert en cada cas, que resumeixen el coneixement de l'expert humà sobre el domini del problema. Les regles són actualitzables d'una en una, i independents del seu ús posterior.
La base de fets, o memòria a curt termini, és l'emmagatzematge dels fets proporcionats per l'usuari, que descriuen la situació concreta analitzada, i els fets nous que el sistema expert va obtenint.
El motor d'inferència conté el mecanisme de raonament que segueixi el sistema expert. Aquest mecanisme conté deducció, inducció, estratègies de recerca de solucions, etc. Quan apliquem les regles contingudes a la base de coneixements sobre la base de fets, obtenim un nou coneixement. Aquest s'incorpora també a la base de fets i és objecte de l'aplicació de les regles recollides a la base de coneixement. Un dels principals problemes del funcionament del motor d'inferència apareix quan les bases de coneixements i de fets son voluminoses, llavors cal considerar l'existència de meta-regles específiques. El motor d'inferència combina els fets i les regles per obtenir nous fets. L'encadenament cap endavant (forward chaining) és una de les estratègies generals a disposició del motor d'inferència. L'encadenament cap endavant és un procediment governat per les dades (data driven), en què partint d'un fet conegut, amb l'ús de les regles, s'arriba a un de nou. Una altra estratègia és l'encadenament cap enrere (backward chaining), que consisteix en un procediment de recerca dirigida per l'intent d'afirmar un objectiu concret (goal directed) que s'intenta provar amb els fets i les regles disponibles. En una situació en què les regles poden ser inexactes, el motor d'inferència ha de tractar amb els factors de certesa. Per això utilitza les regles derivades de la lògica difusa (fuzzy logic) que combinen tant les lleis de la lògica com les de la probabilitat.
Les interfícies d'entrada de dades faciliten l'ús del sistema expert i permeten la interacció, tant de l'expert humà com de l'usuari, amb el sistema expert.
Hi ha diferents regles de les bases de coneixements, trobem les regles antecedent-conseqüència, és a dir, si els antecedents certs les conseqüències són certes; les regles condició-acció, si les condicions són certes s'han d'executar totes les accions; les regles inexactes, si tots els antecedent són certs llavors la conseqüència té un determinat grau de certesa.

### Enginyeria del coneixement
L'enginyeria del coneixement és una especialitat de la informàtica, provocada per l'aparició dels sistemes experts. L'enginyer del coneixement ajuda a definir la base de coneixements amb un sistema adequat de representació del coneixement. També existeix l'usuari del sistema expert, igual que en el món de les bases de dades, que afegeix nous fets a la base de fets i obté nous fets deduïts dels que ja existeixen a la base.
L'enginyer del coneixement ha d'interactuar amb un expert humà, aquest proporcionarà realment coneixement, que l'enginyer haurà d'estructurar i introduir a la base de coneixements. Si la interfície de desenvolupament és prou accessible (user friendly), l'expert humà podrà alimentar directament la base de coneixements.
L'activitat de l'enginyer del coneixement el porta a descompondre un problema en subproblemes discrets. Per a fer això, ha de suposar de competències propies de l'enginyeria de programari, parlem doncs de l'arquitectura de programari dels sistemes experts, els lleguatges que utilitza la intel·ligència artificial i les eines disponibles per a la construcció del sistema expert. També cal que conegui els sistemes de representació del coneixement i les tècniques adequades.

### Conjunt d'eines
És necessari un paquet adaptable, és a dir, una aplicació escrita prèviament en la qual només cal realitzar uns ajusts mínims per adaptar-la a unes necessitats concretes, perquè hi hagi un desenvolupament efectiu de sistemes experts. També pot donar-se un desenvolupament específic utilitzant els llenguatges propis de la intel·ligència artificial, els quals són Lisp i Prolog. Aquest desenvolupament específic és evitable, si recorrem als paquets generadors de sistemes experts, o shells, també anomenats conjunts d'eines (toolkits). En aquest cas, parlem d'un subsistema que inclou un motor d'inferència i un únic esquema de representació del coneixement. Llavors la construcció del sistema expert depèn únicament del coneixement de l'expert humà i l'introducció d'aquest al sistema per mitjà de interfícies de desenvolupament proporcionades per la shell.
Per seleccionar una shell cal que coneguem l'esquema de representació del coneixement que utilitza, el mecanisme de raonament que incorpora el seu motor d'inferència, el hardware i el caràcter obert o tancat de la seva arquitectura.

### Beneficis dels sistemes experts
Com que els sistemes experts intenten imitar els humans experts són útils en els llocs on hi hagi escassetat d'humans experts o aquests estiguin sotmesos a consultes de molts usuaris de diferents zones geogràfiques. També poden substituir l'humà quan la formació d'un nou expert sigui molt costosa o quan l'expert humà pugui patir un risc de pèrdua. Els problemes a solucionar hauran de ser tasques deductives i inductives, amb uns coneixements qualitatius i simbòlics, i sovint incomplets i imprecisos.
Perquè el sistema expert funcioni correctament el domini haurà de ser restringit i definit, els fets hauran de ser formalitzables, les solucions amb grau d'incertesa hauran de ser acceptables, el problema haurà de tenir una complexitat raonable i la resolució per l'expert ni massa curta ni massa llarga. Un altre requisit primordial és un humà amb formació, ja que és aquest qui introdueix la informació. No hi pot haver un sistema expert sense un bon expert humà.
Un sistema expert pot ser una eina de gran utilitat per als humans per la formació, estructuració i validació dels seus propis coneixements. Gràcies als sistemes experts l'humà pot quedar reservat a les consultes menys rutinàries. Per a l'usuari comporta la disponibilitat immediata de la competència de l'expert, aquesta feina és més fàcil si la interfície està ben dissenyada. Per a les organitzacions les millores són la possible disponibilitat d'un expert en cada punt de consulta, la perpetuació de l'habilitat i competència de l'expert i un augment del nivell general de competència de l'organització. També facilita la formació de nous experts humans.

### Inconvenients dels sistemes experts
La realització dels sistemes experts presenta algunes limitacions. Per exemple, la dificultat de l'adquisició dels coneixements obtinguts de l'expert humà, a vegades poc col·laborador. És una aplicació amb dominis molt restringits. El comportament fràgil a prop de les fronteres del domini, i gran dificultat perquè el sistema expert detecti el desbordament del seu àmbit de competència. Existeixen les limitacions per raons d'eficiències que obliguen a restringir el nombre de regles i les limitacions implícites a la potencialitat de les tècniques actuals de representació del coneixement. L'escassa capacitat per a l'aprenentatge, la generalització i el raonament per analogia. Un altre problema és la dificultat de la integració dels sistemes experts amb la informàtica tradicional.

### Sistemes experts famosos
- MYCIN: Va aparèixer a mitjan anys 70. Es va desenvolupar a la Universitat Stanford. S'ocupa del diagnòstic d'infeccions de la sang i la seva teràpia. Funciona amb regles de tipus lògic i el seu motor d'inferència és per encadenament cap enrere, i és capaç d'emparar factors de certesa. Va complementar-se més tard amb TEIRESIAS.
- MACSYMA: És un derivat del SAINT de Slage, desenvolupat al MIT, als anys 50. Tracta el càlcul diferencial i integral amb un motor d'inferència compost d'una sèrie de funcions implementades en Lisp.
- PROSPECTOR: Documentat per Hart i Duda, s'ocupa de la prospecció i avaluació de jaciments minerals. Utilitza la inferència probabilística.
- DENDRAL: Desenvolupat per Feigenbaum, a la universitat de Standord. S'ocupa d'analitzar l'estructura molecular d'un compost a partir de l'espectrograma de masses i altres dates. El seu motor d'inferència consisteix en generar casos possibles i provar si compleixen totes les condicions.
- XCON: Va ser desenvolupat per J. McDermott de la universitat de Carnegie-Mellon. És la versió operativa del R1, i el primer sistema expert utilitzat en l'àmbit comercial. L'empresa DEC/VAX va utilitzar-lo. Fa servir el motor d'inferència amb encadenament cap endavant i funciona des de 1981.

## Llenguatges específics

### Lisp
Lisp (LISt Processor, "processador de llistes") es considera el llenguatge propi de la intel·ligència artificial. Va ser creat el 1962 al MIT, arran d'un treball publicat per John McCarthy el 1960, Recursive functions of symbolic expressions and their computation by machine. Més tard, al 1962, va publicar-se el primer manual del Lisp per a l'equip IBM 7090 i els autors van ser McCarthy, Abrahams, Edwards, Hart i Levin. Lisp utilitza les funcions "lambda" de A. Church.
El Lisp implementa el tractament mitjançant expressions simbòliques i recursivitat, i té una gran potència i simplicitat en la definició d'estructures. No existeix la diferència entre les estructures de dades i les estructures de programa, totes dues es redueixen a expressions simbòliques que tenen com a casos particulars els àtoms i les llistes. El Lisp pot ser tractat com un llenguatge matemàtic formal, que es converteix en llenguatge de programació amb les extensions adequades. És per tant un llenguatge molt flexible. Als seus inicis el Lisp era un llenguatge funcional que no té per què tenir la instrucció d'assignació, els programes de la qual són funcions que es defineixen per composició d'altres funcions més simples.
Un problema de Lisp és que no existeix cap estandardització predominant i hi ha diversos dialectes en ús. Hi ha el nucli central, el Pure Lisp, i variants com Maclisp, utilitzat al MIT; el PSL, de la universitat de Utah; el Le-Lisp, utilitzat a França, etc.
Hi va haver un intent d'estandardització a Stanadard Lisp Hearn, el 1966, i es va arribar a un consens amb el Common Lisp, el 1984. Cal destacar els entorns de programació, com Maclisp, que va ampliar-se amb Franzlisp o el Zetalisp. Una altra variant és l'Interslisp, de la Universitat de Cambridge.
El llenguatge de programadió Logo és una derivació del Lisp, emprat en ensenyament i per crear entorns de descoberta.

### Prolog
Els partidaris de la programació lògica es van dedicar a implementar a l'ordinador un sistema que gestionés la lògica causal. Va néixer a la Universitat de Marsella (França) als anys 70, sota la direcció d'Alan Colmerauer. El Prolog va aconseguir el primer programa per a la prova de teoremes escrit el 1973 per Colmerauer en FORTRAN. També la formulació completa de la programació lògica de Robert A. Kowalski el 1974. La implementació d'un Prolog eficient en un PDP-10, per David H. D., el 1977. Finalment, l'estandardització de la sintaxi d'Edimburg, Programming in Prolog, de Closkin i Mellish el 1981. Va aconseguir una gran difusió quan va anunciar-se en el projecte japonès de la "cinquena generació" d'ordinadors.
La lògica causal s'aconsegueix amb una representació del coneixement a base de fets i regles amb la forma:
FETS: P (X1, ..., Xn)
REGLES: P(X1, ...., Xn) :- P1(...), ..., Pm(...)
Podem dir, per tant, que es tracta d'un sistema de producció basat en regles i és un llenguatge declaratiu en el que s'indiquen els fets i les regles i no el procediment per trobar les solucions.
L'usuari proporciona els fets i regles i el Prolog incorpora un motor d'inferència que implementa els mecanismes de recursivitat, unificació i raonament per encadenament cap enrere. El Prolog és molt adequat per a la implementació de sistemes experts bastats en regles, i per l'ús de mecanismes de raonament.
Malgrat el seu potencial, no apareix en els dialectes del Lisp.

### Smalltalk
Inicialment tenia altres objectius a la intel·ligència artificial. Era un llenguatge de suport de la programació orientada a objectes i que compleix els requisits generals d'un llenguatge per a la intel·ligència artificial, com el tractament simbòlic i l'estructura d'array, similar a les llistes del Lisp. Disposa de mòduls que es transmeten missatges que venen a ser ordres d'execució d'operacions. Cada objecte es defineix mitjançant el conjunt de variables que constitueixen el seu estat intern i els mètodes associats a les operacions que serviran posteriorment per manipular les variables esmentades. És important la facilitat d'utilitzar el concepte d'herència. La definició d'un objecte a l'Smalltalk és segons la classe. Les classes s'organitzen jeràrquicament i tota subclasse hereta les variables i els mètodes de la classe superior.
Alguns estudiosos aposten per la combinació de l'Smalltalk, el Lisp i el Prolog, que genera el Loops.

## Fonaments i filosofia
(Per a una comprensió extensa i actualitzada de la relació entre IA i filosofia, veure el llibre de Daniel Innerarity “Una teoría crítica de la inteligencia artificial”, Galàxia Gutenberg, Barcelona 2025.)
Com passa gairebé sempre en el cas d'una ciència, la intel·ligència artificial aborda tantes qüestions que es poden confondre en un nivell fonamental i conceptual que, a més de consideracions científiques cal fer consideracions des del punt de vista de la filosofia. Gran part d'aquesta ciència se solapa amb temes de la filosofia de la ment, però hi ha certs temes particulars a la intel·ligència artificial. Per exemple:
- En què consisteix la intel·ligència? Com la reconeixeria en un objecte no humà, si la tingués?

- Quina substància i organització cal? És possible que una criatura feta de metall, per exemple, tingui una intel·ligència comparable a la humana?

- Malgrat que una criatura no orgànica pogués solucionar problemes de la mateixa manera que un ésser humà, hauria o podria tenir consciència i emocions?

- Suposant que podem fer robots amb una intel·ligència comparable a la nostra, hem de fer-ho?

Durant més de 2000 anys de tradició en filosofia, han anat sorgint diverses teories del raonament i de l'aprenentatge, simultàniament amb el punt de vista que la ment es redueix al funcionament físic. La psicologia ofereix eines que permeten la investigació de la ment humana, així com un llenguatge científic per expressar les teories que es van obtenint. La lingüística ofereix teories per l'estructura i significat del llenguatge, així com la ciència de la computació, de la qual es prenen les eines que permeten que la Intel·ligència Artificial sigui una realitat.
Va començar amb el naixement de Plató a 428 aC i amb el que va aprendre de Sòcrates. La temàtica de la seva obra va ser molt diversa: política, matemàtica, física, astronomia i diverses branques de la filosofia. El filòsof Hubet Dreyfus (1979) afirma que:
| « | Bé podria afirmar que la història de la intel·ligència artificial comença l'any 450 aC, quan Plató cita un diàleg en el que Sòcrates li pregunta a Eutidem: "Voldria saber quina és la característica de la pietat que fa que una acció es pugui considerar com pia ... i així la observi i em serveixi de norma per a jutjar les teves accions i les d'altres. | » |

Els filòsofs van delimitar les més importants idees relacionades amb la intel·ligència artificial, però per passar d'allà a una ciència formal era necessari comptar amb una formalització matemàtica en tres àrees principals: la computació, la lògica i la probabilitat. La idea d'expressar un càlcul mitjançant un algorisme formal es remunta a l'època d'al-Khwarazmí, matemàtic àrab del segle ix, amb les obres es van introduir en Europa els nombres aràbics i l'àlgebra (del seu nom al-Khwarazmí deriva la paraula algorisme).
L'home s'ha aplicat a si mateix el nom científic d'Homo sapiens com una valoració de la transcendència de les nostres habilitats mentals tant per a la nostra vida quotidiana com per al nostre propi sentit d'identitat. Els esforços del camp de la intel·ligència artificial s'enfoquen a aconseguir la compressió d'entitats intel·ligents. Una de les raons del seu estudi és aprendre més de nosaltres mateixos. A diferència de la filosofia i de la psicologia, que també s'ocupen de la intel·ligència, els esforços de la intel·ligència artificial estan encaminats tant a la construcció d'entitats com a la seva compressió. Una altra raó per la qual s'estudia la intel·ligència artificial és degut al fet que ha estat possible crear sorprenents i diversos productes de transcendència. Ningú podria pronosticar amb tota precisió el que es podria esperar en el futur, és evident que les computadores que posseeixin una intel·ligència a nivell humà tindran repercussions molt importants en la nostra vida diària així com en l'esdevenir de la civilització.
El problema que aborda la intel·ligència artificial és un dels més complexos: Com és possible que un diminut i lent cervell, sigui biològic o electrònic, tingui capacitat de percebre, comprendre, predir i manipular un món que, en mida i complexitat, ho supera amb escreix? Però a diferència de la investigació al voltant del desplaçament més gran que la velocitat de la llum o d'un dispositiu antigravitatori, l'investigador del camp de la intel·ligència artificial compta amb proves contundents que tal recerca és totalment factible.
La intel·ligència artificial permet l'home emular en les màquines el comportament humà, prenent com a base el cervell i el seu funcionament, de manera que es pugui assolir cert raonament.

## Intel·ligència artificial i els sentiments

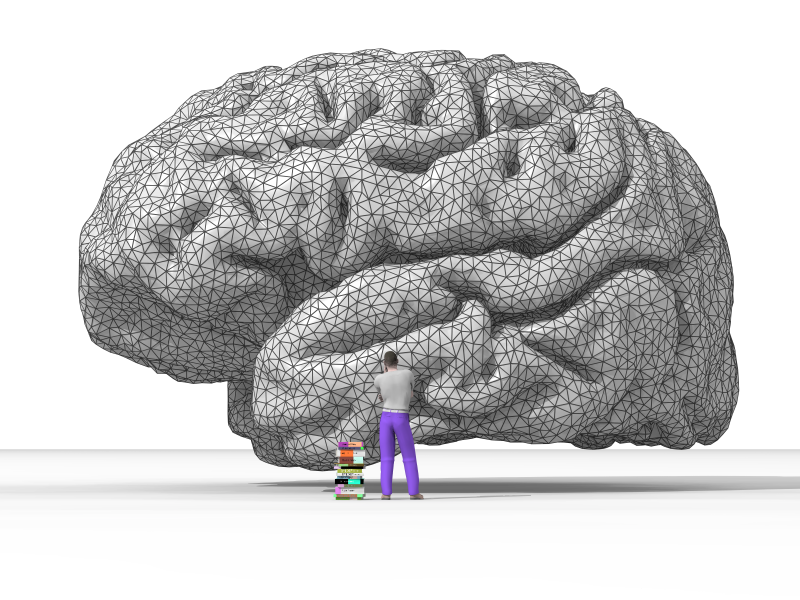
Representació del cervell humà (Nicolas P. Rougier)

El concepte d'intel·ligència artificial és encara massa difús. Contextualitzant, i tenint en compte un punt de vista científic, podríem englobar a aquesta ciència com l'encarregada d'imitar una persona, i no el seu cos, sinó imitar al cervell, en totes les seves funcions, existents en l'ésser humà o inventades sobre el desenvolupament d'una màquina intel·ligent.
A vegades, aplicant la definició d'Intel·ligència Artificial, es pensa en màquines intel·ligents sense sentiments, que "obstaculitzen" trobar la millor solució a un problema donat. Sovint es pensa en màquines artificials capaces de concloure milers de premisses a partir d'altres premisses donades, sense que cap tipus d'emoció tingui l'opció d'obstaculitzar aquesta tasca.
En aquesta línia, cal saber que ja existeixen sistemes intel·ligents capaços de prendre decisions "encertades".
Encara que, de moment, la majoria dels investigadors en l'àmbit de la Intel·ligència Artificial se centren només en l'aspecte racional, molts d'ells consideren seriosament la possibilitat d'incorporar components "emotius" com indicadors d'estat per tal d'augmentar l'eficàcia dels sistemes intel·ligents.
Particularment per als robots mòbils, sembla necessari o convenient que comptin amb alguna cosa similar a les emocions amb l'objectiu de saber, a cada instant i com a mínim, què fer a continuació.
En tenir "sentiments" i, almenys potencialment, "motivacions", podran actuar d'acord amb les seves "intencions". Així, es podria equipar un robot amb dispositius que controlin el seu medi intern; per exemple, que "sentin fam" en detectar que el seu nivell d'energia està descendint o que "sentin por" quan aquell estigui massa baix.
Aquest senyal podria interrompre els processos d'alt nivell i obligar el robot a aconseguir el preat element. Fins i tot es podria introduir el "dolor" o el "patiment físic", a fi d'evitar les malaptesa de funcionament com, per exemple, introduir la mà dins d'una cadena d'engranatges o saltar des d'una certa altura, la qual cosa li provocaria danys irreparables.
Això significa que els sistemes intel·ligents han de ser dotats amb mecanismes de retroalimentació que els permetin tenir coneixement d'estats interns, igual que succeeix amb els éssers humans que disposen de propiocepció, interocepció, nocicepció, etcètera. Això és fonamental tant per prendre decisions com per conservar la seva pròpia integritat i seguretat. La retroalimentació en sistemes està particularment desenvolupada en cibernètica, per exemple, en el canvi de direcció i velocitat autònom d'un míssil, utilitzant com a paràmetre la posició a cada instant amb relació a l'objectiu que ha d'assolir. Això ha de ser diferenciat del coneixement que un sistema o programa computacional pot tenir dels seus estats interns, com ara la quantitat de cicles complets en un loop o bucle en sentències tipus do ... for, o la quantitat de memòria disponible per a una operació determinada.
El fet de no tenir en compte elements emocionals permet que els sistemes intel·ligents no oblidin la fita que han d'assolir. En els éssers humans, l'oblit de la meta o abandonar les metes per pertorbacions emocionals és un problema que en alguns casos arriba a ser incapacitant. Els sistemes intel·ligents, en combinar una memòria durable, una assignació de metes o motivació, al costat de la presa de decisions i assignació de prioritats basant-se en estats actuals i estats meta, aconsegueixen un comportament en extrem eficient, especialment davant de problemes complexos i perillosos.
En síntesi, allò racional i allò emocional estan de tal manera interrelacionats entre si, que es podria dir que no només no són aspectes contradictoris sinó que són, fins a cert punt, complementaris.

## Intel·ligència Artificial i els aromes
Un dels projectes en marxa relacionat amb la intel·ligència artificial i els aromes és el de François Chartier, un sommelier que desenvolupà la idea de crear una màquina que usa algoritmes d’IA per descobrir noves combinacions d’ingredients entre els quals s'estableix una sinergia aromàtica, és a dir, les combinacions són donades a partir dels components aromàtics dominants que comparteixen. La base de dades conté més de dos milions de receptes de tot el món que l’ajuden a establir criteris a l’hora de crear noves combinacions: bolets xiitake amb coco, papaia amb cafè, entre d'altres. En un futur, SONY AI: Artificial Intelligence & Gastronomy, comitè d’investigació en què Chartier és assessor des de gener de 2019, llançaran al públic una aplicació amb què es podran aconseguir noves receptes. Com la màquina, l’aplicació tindrà en compte la sostenibilitat estacional i les al·lèrgies.
Chartier escriví el primer llibre sobre la ciència dels aromes, Papiles i Molècules, distingit com el millor llibre de cuina als premis Paris Gourmand World CookBook Awards 2010.
Un projecte similar és el de la companyia Foodpairing, nascuda l’any 2009 pel xef anglès Peter Coucquyt, Johan Langenbick i Bernard Lahousse. Una de les receptes de la companyia és un sorbet de mango i bitxo amb alfàbrega. La seva base de dades és de 1800 ingredients i és emprada com a app.
Des del món del perfum, diverses empreses han començat a usar intel·ligència artificial com a motor de les seves creacions aromàtiques. En el cas de l’Oréal, la creació de Perso consisteix en un sistema IA que analitza la pell de l’usuari, realitza una avaluació ambiental i permet introduir certes preferències i, d’aquesta manera, crea un producte personalitzat. Philyra, creada per Symrise, codifica les olors i els combina amb els requisits propis dels productes de bellesa per tal de crear productes innovadors. Així mateix, Noustique, amb el seu projecte The Alchemist Atelier, ofereix una aplicació que permet dissenyar nous perfums des de casa.
Odeuropa és un projecte del Regne Unit i Europa que té com a objectiu identificar i recrear aromes del segle XVI i principis del XX per tal de crear una enciclopèdia sobre olors històrics europeus. El projecte, que començarà el gener de 2022, consistirà a aplicar la intel·ligència artificial a textos històrics per tal de trobar descripcions d’olors i el seu context i desxifrar elements aromàtics d’imatges.
Loihi, màquina creada per detectar elements tòxics i calibrar l’aire, tracta d’imitar la forma de pensament dels sistemes biològics implementant les pulsacions elèctriques de cada component químic i creant una arquitectura neuronal, que és apresa per Loihi. Des del 2020, el seu marge d’error ha estat del 5%, i s'està treballant en una futura millora.

## Escoles de pensament
La IA es divideix en dues escoles de pensament:
- La intel·ligència artificial convencional
- la intel·ligència computacional

### Intel·ligència artificial convencional
La intel·ligència artificial convencional, intel·ligència artificial simbòlic-deductiva o IA feble es basa en l'anàlisi formal i estadístic del comportament humà davant diferents problemes:
- Raonament basat en casos: Ajuda a prendre decisions mentre es resolen certs problemes concrets.
- Sistemes experts: infereix una solució a través del coneixement previ del context en què s'aplica i ocupa de certes regles o relacions.
- Xarxes bayesianes: Proposa solucions mitjançant inferència estadística.
- Intel·ligència artificial basada en comportaments: que tenen autonomia i poden autoregular i controlar per millorar.

### Intel·ligència artificial computacional
La intel·ligència computacional (també coneguda com a intel·ligència artificial subsimbólica-inductiva o intel·ligència artificial forta) implica desenvolupament o aprenentatge interactiu (per exemple, modificacions interactives dels paràmetres en sistemes connexió). L'aprenentatge es realitza basant-se en dades empíriques.

## Crítiques
Les principals crítiques a la intel·ligència artificial tenen a veure amb la seva incapacitat d'imitar per complet els éssers humans. Aquestes crítiques ignoren que cap humà individual té capacitat per resoldre tota mena de problemes, i autors com Howard Gardner han proposat que hi ha intel·ligències múltiples. Si un sistema d'intel·ligència artificial ha de resoldre problemes, és fonamental en el seu disseny la delimitació dels tipus de problemes que pot resoldre i les estratègies i algorismes que utilitzarà per trobar la solució.
En els éssers humans, la capacitat de resoldre problemes consta de dos tipus d'aspectes: els innats i els apresos. Els aspectes innats permeten, per exemple, emmagatzemar i recuperar informació a la memòria, mentre que els aspectes apresos permeten resoldre un problema matemàtic mitjançant l'algorisme adequat. De la mateixa manera que un ésser humà ha de disposar d'eines que li permetin solucionar certs problemes, els sistemes artificials han de ser programats de manera que puguin resoldre certs problemes.
Algunes persones consideren que el test de Turing ja ha estat superat. Hi ha gent que en dialogar amb un programa d'intel·ligència artificial per xat no saben que parlen amb un programa. Altres experiments com l'habitació xinesa de John Searle han mostrat com una màquina pot simular posseir pensament sense haver-ne de tenir, i pot passar molts tests, sense tan sols entendre el que fa. Alguns han criticat això pel fet obvi que la màquina en realitat no està pensant, sinó actuant basant-se en un programa preestablert. Aquesta crítica es però feble si es considera l'educació dels éssers humans com una série de programes preestablerts, ja que l'educació seria transmetre a un alumne regles, procediments i algorismes per resoldre problemes i prendre decisions.
Un sistema d'intel·ligència artificial té enormes avantatges respecte el comportament dels éssers humans. Per exemple, la seva capacitat d'emmagatzematge, la seva capacitat per prendre decisions racionals sense prejudicis o emocions que pertorbin el resultat, i la no fixació funcional. La fixació funcional és el problema humà d'acostumar a utilitzar conceptualment un objecte sense poder utilitzar aquest objecte per a una finalitat diferent de l'habitual. Un exemple seria tenir la capacitat d'utilitzar un martell com a percussor per clavar un clau, o bé com petjapapers en cas de ser necessari. S'ha aconseguit utilitzar un objecte d'una manera diferent de l'usual o per al qual ha estat creat.
Un dels majors problemes en sistemes d'intel·ligència artificial és la comunicació amb l'usuari. Aquest obstacle és causat pel llenguatge i va aparèixer ja en els inicis dels primers sistemes operatius informàtics. La capacitat dels éssers humans per comunicar entre si implica el coneixement del llenguatge que utilitza l'interlocutor. Perquè un ésser humà pugui comunicar-se amb un sistema intel·ligent hi ha dues opcions: o bé l'ésser humà aprèn el llenguatge del sistema com si aprengués a parlar qualsevol altre idioma diferent al nadiu, o bé el sistema té la capacitat d'interpretar el missatge de l'usuari en la llengua que l'usuari utilitza.
Un humà durant tota la seva vida aprèn el vocabulari de la seva llengua nativa i cap humà pot conèixer totes les paraules que existeixen en el seu idioma. Un humà interpreta els missatges malgrat la polisèmia de les paraules utilitzant el context per resoldre ambigüitats. Tanmateix, ha de conèixer els diferents significats per poder interpretar, i és per això que llenguatges especialitzats i tècnics són coneguts només per experts en les respectives disciplines. Un sistema d'intel·ligència artificial s'enfronta amb el mateix problema, la polisèmia del llenguatge humà, la seva sintaxi poc estructurada i els dialectes entre grups.
Els desenvolupaments en intel·ligència artificial són més grans en els camps disciplinaris en què existeix major consens entre especialistes. Un sistema expert és més probable de ser programat en física o en medicina que en sociologia o en psicologia. Això és degut al problema del consens entre especialistes en la definició dels conceptes involucrats i en els procediments i tècniques a utilitzar. Per exemple, en física hi ha acord sobre el concepte de velocitat i com calcular. Tanmateix, en psicologia es discuteixen els conceptes, l'etiologia, la psicopatologia i com procedir davant cert diagnòstic. Això dificulta la creació de sistemes intel·ligents perquè sempre hi haurà desacord sobre el que s'esperaria que el sistema faci. Malgrat això, hi ha grans avenços en el disseny de sistemes experts per al diagnòstic i presa de decisions en l'àmbit mèdic i psiquiàtric.
Cal destacar, però, que hi ha alguns filòsofs, com ara Jordi Pigem (Intel·ligència vital, 2016) o Markus Gabriel (Der Sinn des Denkens, 2018), que defensen que l’anomenada “intel·ligència artificial” no és veritablement intel·ligència, ja que “les màquines no pensen, només calculen. Poden calcular prodigiosament a còpia d’aplicar simples regles mecàniques, però això no és veritable intel·ligència”.
Per més que un programa informàtic d’escacs calculi vertiginosament milions de jugades, n’avaluï els possibles resultats i apliqui la jugada més encertada en cada moment, no entendrà mai el que fa. Si bé qualsevol forma de vida té consciència del seu món i és capaç de respondre-hi creativament, no existeix intel·ligència en un sistema d’IA, sinó en els qui l’han programat perquè executi mecànicament unes funcions algorísmiques. “La ‘IA’ es fa dir ‘intel·ligència artificial’, però no és intel·ligència (que sempre requereix entendre), sinó càlcul mecànic fet a base d’algoritmes”, afirma Pigem. Per a Markus Gabriel, les anomenades intel·ligències artificials “no presenten, en realitat, una forma d'intel·ligència ni la capacitat de pensar, ja que estan mancades de context i, per tant, de sentit.”
Com que els sistemes d’IA s'entrenen amb dades que provenen del context humà, no poden ser autònomament intel·ligents. Segons Gabriel, la intel·ligència és la “capacitat dels éssers vius per resoldre problemes determinats en temps finits”. Així doncs, un sistema davant del qual no es presenten problemes no es pot considerar portador d’intel·ligència en el sentit ple de la paraula. I com que els sistemes d’IA no contenen problemes, no poden ser mai intel·ligents.
Per a Gabriel, les màquines tampoc posseeixen intel·ligència emocional o social, la capacitat de crear vincles afectius més enllà de la nostra lògica o raó. Tampoc no són capaces d'emetre un judici ètic, ja que "entre el bé i el mal existeix un espai complex desconegut",  i, per tant, no pot haver-hi cap postulat o criteri universal que reguli la resposta ètica a cada situació concreta.
La intel·ligència és, per a Pigem i per a Gabriel, una característica únicament assignable a organismes vius. També consideren que l’activitat intel·ligent és una característica pròpia de la vida, present ja en els organismes més minúsculs, inclosos els organismes unicel·lulars.
Per a Markus Gabriel: "no hi haurà mai una intel·ligència artificial universal que en el seu pensament sigui indistingible de la intel·ligència humana en tots els seus aspectes”. Per aquesta raó, entén la IA com un constructe ideològic afí als interessos de les empreses més poderoses.
Gabriel, com Pigem, sustenten que l’anomenada ‘intel·ligència artificial’ “no és intel·ligència, sinó una simulació de certes qualitats d'aquesta”. De fet, com explica Pigem, l’anomenat test de Turing va néixer d’un article publicat el 1950 en què “Turing començava demanant-se ‘¿Poden pensar les màquines?’ Però immediatament substituïa la pregunta, i a partir d’aleshores considerava que podem concloure que pensen… si sembla que pensen. Ho presentava com un joc, el joc de la imitació (un dels mots que més es repeteix en l’article, des del principi, és imitation, ‘imitació’” És a dir, Turing mateix no aspirava més que a simplement imitar la intel·ligència.
Així doncs, per a Pigem, “intel·ligència artificial” és un oxímoron perquè les màquines no podran pensar mai. Com l’acrònim IA ja està establert, proposa llegir-lo com a “Invasió Algorítmica”.

## Animatrònica i intel·ligència artificial
L'animatrònica juntament amb la intel·ligència artificial és el que dona com a resultat els androides, com es sol conèixer als robots que imiten el comportament humà. Tenim una tècnica capaç de dotar de l'aspecte i comportament de éssers vius a màquines. És a dir, 'humanitzar' als robots. Però ja no només parlem que els moviments siguin molt reals, sinó que a més, sembla real gràcies a la pell sintètica que han fet servir i al maquillatge.
L'empresa Disney está a punt d'usar l'animatrònica i la intel·ligència artificial per simular un dels seus personatges a la vida real: Pascal, un dels personatges de la pel·lícula "Enredados".
D'altra banda, Dubai ja està usant policies robots creats per PAL Robotics.

## Intel·ligència artificial i automàtica en el cinema
En el cinema, la IA, s'utilitza per millorar els processos de creació, des de la generació de guions, la selecció de música, fins a l'automatització de processos d'edició i recomanacions personalitzades per a l'usuari.
La IA s'ha convertit en una part clau en el cinema, avui en dia, que ajuda en molts aspectes diferents, des de la narració i l’edició de vídeo fins l’escriptura de guions. Cada cop veiem més com la indústria cinematográfica està utilitzant la intel·ligència artificial per fer pel·lícules més atractives, eficients i visualment impressionants. La seva integració ha millorat les tècniques com la d’antienvelliment, el morphing facial i la captura del moviment per realitzar efectes especials que fan que sembli més natural.
Encara que la visió per ordinador per si sola no pot fer possibles els efectes visuals, desempenya un paper fonamental en la millora del seu realisme i integració. Per exemple, la tasca de seguiment d’objectes que ajuda a seguir el moviment de persones o objectes en una escena, garantitzant que els efectes digitals es mantinguin alineats amb les seqüències d’acció real. Aquesta informació s'utilitza per a que els personatges es puguin moure amb naturalitat mantenint l’element digital anclat.
Els cineastes estan afrontant d’una manera diferents els reptes amb els personatges generats per IA com completar les interpretacions quan un actor o actriu mor. Furious 7 és un exemple d’aquest fet perquè va ser essencial tornar a la vida al personatge Paul Walker i ho van fer recreant el seu rostre amb intel·ligència artificial recurrent als seus germans. L’ús innovador de la IA, va permetre completar la pel·lícula i va contribuir a fer homenatge al llegat de Walker.
La IA generativa està accelerant la fase de preproducció del cine perquè és capaç d’ajudar en tasques creatives com l’escriptura de guions i el desenvolupament d’històries. Els models d’intel·ligència artificial són capaços d’analitzar guions i diàlegs de diferents pel·lícules generant guions o històries basades en aquestes dades extretes. Aquestes eines poden ajudar a identificar patrons en la narració, suggerir punts argumentals i inclús crear diàlegs que s'ajustin a gèneres específics. Aquest nou procediment proporciona als cineastes estalviar temps i un punt de partida únic pel seu procés creatiu.
En la part de la postproducció, fa anys que s'utilitzen tecnologies avançades, tot i això, aquestes requereixen de molt de temps i esforç. Gràcies a la intel·ligència artificial, aquest procés està canviant fent-lo més simplificat i introduint noves eines creatives com l’edició automatitzada i la síntesi de veu, convertint que la realització de pel·lícules sigui més ràpida, fàcil i innovadora.
En el cas del muntatge, és un dels processos cinematogràfics que més temps consumeix. Els muntadors acostumen a passar hores revisant el metratge, analitzant les escenes, seleccionant les millors i alineant-les entre sí. Amb l’objectiu d’accelerar aquests processos, ha aparegut la IA en les eines d’edició per analitzar les escenes de diverses càmeres i obtenir un resultat final cohesionat. La visió per ordinador té un paper molt important perquè té tècniques molt útils com la classificació d’escenes per identificar i organitzar les diferents parts de la pel·lícula, com les seqüències d’acció, les escenes de diàleg o les transicions.
En una pel·lícula, els temes musicals aporten una visió importantíssima a l’hora de donar sentit a les escenes i connectar amb el públic. Perfeccionar el to per a que s'adapti a la intensitat d’una escena en concret, ja sigui amplificant-la per les parts d’acció o suavitzant-la pels moments emotius, sempre ha estat una tasca molt complicada pels compositors, de manera que la IA ho ha solucionat.
Pel que fa al so, en el pasat, els ingeniers de so es basaven en diferents propietats per imitar els sons d’una escena. Gravar-los de varis fonts requereix molt de temps i de tenir sistemes de gravació avançats. No obstant, amb les eines d’intel·ligència artificial poden generar diversos sons que es poden crear amb facilitat.

## Storytelling
L'storytelling és l'art d'explicar històries. Existeix una branca de la intel·ligència artificial que engloba l'sortytellying. Són sistemes que creen històries a diferents nivells: el guió, la narrativa i la presentació. Aquesta és una de les branques de recerca més velles dins l'àrea abastada per la intel·ligència artificial i l'art.
Exemples d'storytelling
Hi ha bastants tipus de sistemes que generen de maneres diferents històries a partir de l'IA.
- Brutus:

Aquests sistema d'storytelling genera històries de misteri; intrigants i escrites en perfecta prosa anglesa. Es realitza gràcies a una complexa arquitectura que estructura la creació de les històries en diferents nivells, els quals proporcionen el realisme aparent de les històries.
Les històries que aquest sistema crea són de traïció, fent referència al seu nom "Brutus"; fill de Juli Cèsar que va matar al seu propi pare amb un punyal per l'esquena. La limitació temàtica de les històries genera una alta perfecció d'aquestes, ja que aquesta limitació permet que el motor de creació sigui molt més ric en els continguts concrets d'aquest tipus d'històries.
El coneixement que aquest sistema necessita per produir històries comprén els següents tipus:
1. Coneixement del domini: el tipus d'aspectes que pertanyen al tema de les històries de traïció, successos, metes, accions i reaccions dels personatges, entre d'altres.
2. Coneixement lingüístic: morfologia, sintaxi i discurs estructura de l'anglès.
3. Coneixement literari: inclou conceptes de la narració d'històries dissenyades per evocar imatges en el lector i fer les trames més versemblants.
4. Gramàtica literària: ús de les figures retòriques típiques de la narrativa literària.

A més, la generació de Brutus d'aquestes històries es du a terme en quatre nivells, en els quals es va afegint complexitat progressivament:
1. Instanciació temàtica: defineix l'escenari per a una història escollint la seva temàtica específica.
2. Generació de l'argument: parteix dels personatges i rols definits en la primera fase i el tema escollit. A partir d'això, crea situacions que succeiran en la història.
3. Expansió estructural: a partir de les situacions prèviament escollides, les expandeix i genera una estructura més rica en conceptes.
4. Generació del llenguatge: utilitzant el coneixement lingüístic i literari adquirit, genera les paraules i frases que conformaran la història.

Una de les crítiques d'aquest sistema d'storytelling de IA, és que segueix un procés molt mecanitzat i, per tant, no té creativitat.
- The virtual storytelling:

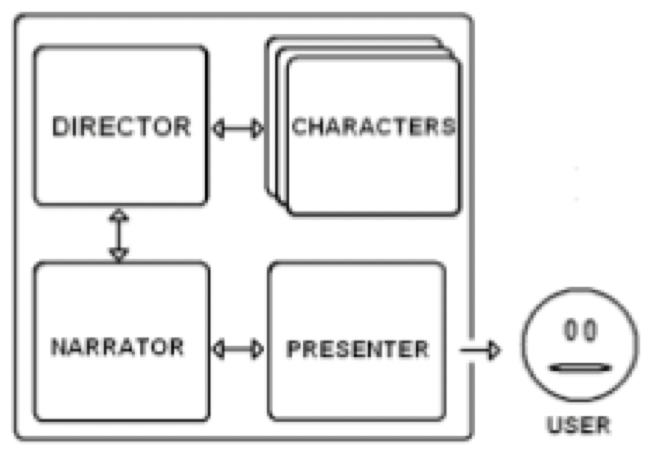
Esquema de funcionament de The virtual storytelling.

Aquest sistema d'storytelling és multiagent de creació d'històries. Està format per diversos agents intel·ligents, els quals s'encarreguen respectivament d'una part del procés de creació d'històries. The virtual storytelling va ser desenvolupat per la Universitat de Twente a Holanda. Era una part del projecte AVEIRO, que va consistir en la creació d'una ciutat virtual. Un dels espais d'aquesta ciutat era un teatre i, al accedir-hi, és on es troba aquest storyteller.El sistema separa tres tipus de narració, per cada una de les quals utilitzarà bases de coneixement diferents: fàbula, història i text. A més, les històries es creen a tres nivells:
1. Guió: conté els events i accions que succeeixen a la història.
2. Narrativa: representació del guió on els events poden ser eliminats o reordenats.
3. Representació: la història pot ser representada en forma de text, parlada o com un teatre virtual amb personatges que ho representen.

Per poder aconseguir una bona història, els guions que presenta han de complir certes condicions: han d'estar ben estructurats i les accions que succeeixen han de ser consistents amb el món de la història i els personatges. D'aquesta manera, els guins es creen passant pels trets més generals fins als detalls que generaran la complexió de la història. Les històres que aquest sistema obté són consistents: els personatges duen a terme accions d'acord amb la seva personalitat i s'aconsegueix una bona interacció amb els internautes. Malgrat això, els guions manquen de situacions problemàtiques o de moments àlgids en la narració. Per solucionar aquest problema cal definir metes i objectius per a que les accions dels personatges s'encaminin en una certa direcció.
The virtual storytelling crea en cada història un agent director que és el que té coneixement sobre les estructures dels guions. Tant els personatges com el director són agents intel·ligents independents capaços de raonar dins del seu propi domini de coneixement. Un personatge pot dur a terme accions conforme als seus objectius i la seva personalitat, mentre que el director comprova que les accions dels personatges encaixen dins de l'estructura del guió. D'altra banda, també hi ha l'agent intel·ligent del narrador, el responsable de la creació narrativa de la història, i el presentador, l'encarregat de la presentació d'aquesta.
Una peculiaritat d'aquest sistema és l'absència de coneixement d'un esquema clar d'un guió del director, que simplement té un coneixement global de què fa que un guió sigui bo. Això permet una gran llibertat del sistema i possibilita generar més històries. Són els personatges els que asseguren la consistència de la història. El director pot imposar restriccions que té codificades en la seva base de coneixements, on es té en compte que tota història ha de tenir un principi; on es presenten els personatges i la situació, una trama central i un final feliç. D'aquesta manera, els personatges demanen permís al director per realitzar una acció, i aquest els dona concells sobre el que han de fer per tal de conservar l'argument de la història i la versemblança dels personatges.
Per acabar, l'agent de narració pren els esquemes elaborats pel director i els personatges i els converteix en text a partir de plantilles que coneix. La seva principal tasca és la generació del text i els pronoms per tal que la història tingui sentit i consistència temporal. L'agent presentador és el que acaba mostrant la història generada a l'usuari.
- Storytelling interactiu:

L'storytelling interactiu utilitza sistemes similars als de l'storytelling normal, però afegeix alguns agents intel·ligents que són els que s'encarreguen de llegir l'entrada de dades de l'usuari, interprestar-la i passar-la a l'agent encarregat de generar la història.

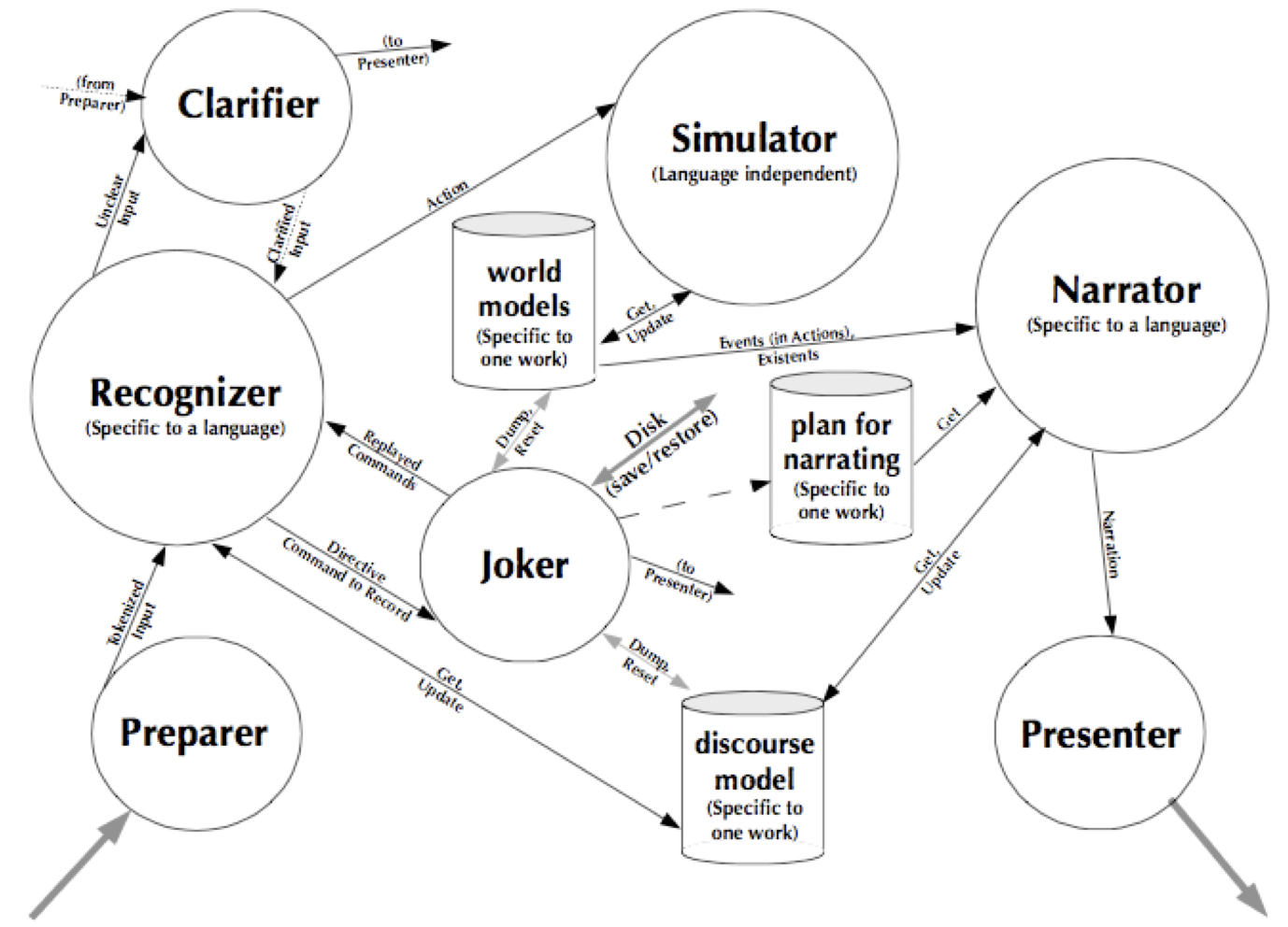
Esquema de funcionament de l'Storytelling interactiu.

## Aplicacions de la intel·ligència artificial
A la intel·ligència artificial cada dia se li donen més usos i aplicacions. Podem citar, entre d'altres:
- Lingüística computacional
- Mineria de dades
- Industrials
- Mèdiques
- Processament de llenguatge natural (Natural Language Processing): La comprensió del "llenguatge natural" en contraposició als llenguatges "artificials", l'objectiu de poder accedir en un futur als ordinadors fent servir el mateix llenguatge natural que utilitzem els éssers humans. S'inclou en aquesta matèria, la comprensió i 'anàlisis de texts, la traducció automàtica i la generació d'informes o articles. També s'inclou el tractament de la paraula parlada, el reconeixement vocal i la comprensió de l'expressió oral.
- Robòtica: Aconseguir l'augment de l'autonomia i l'habilitat dels robots.
- Sistemes de suport per a la presa de decisions
- Videojocs
- Prototips informàtics
- Anàlisi de sistemes dinàmics
- Sistemes experts: la construcció de programes que reprodueixin correctament el comportament d'un expert humà en el seu domini concret de competència.
- Resolució de problemes: Trobar els mecanismes de deducció, cercar solucions i també aconseguir l'explicació de la solució que s'ha obtingut. S'estudia la planificació intel·ligent de conductes i procediments d'acció.
- Aprenentatge i ensenyament: Fer que els programes aprenguin, per exemple, els programes que juguen a certs jocs estratègics, que a partir dels seus resultats millorin el seu comportament en futures partides. A més, l'afavoriment del procés d'aprenentatge dels éssers humans.
- Jocs i puzles: l'elaboració de programes de joc. Cal destacar la intel·ligència artificial en programes d'ordinador que juguen a dames, escacs o bridge i altres jocs estratègics.

## Intel·ligència artificial a Catalunya
El juliol del 2019 la Generalitat de Catalunya va dur a terme un estudi que afirmava que "179 empreses treballaven amb IA a Catalunya". La majoria d'aquestes desenvolupen programari i dispositius, però també n'hi ha que creen algoritmes d'IA, realitzen consultories o proveeixen serveis relacionats amb la IA. L'abril de 2024 ja s'havien triplicat el nombre d'empreses dedicades a la IA, amb un total de 488 companyies, amb un volum de negoci conjunt de 2.155 milions d’euros i 14.525 llocs de treball, generant el 0,8% del PIB català, sent la segona tecnologia en la creació d'empreses molt a prop de la ciberseguretat, amb 495. En aquest moment Catalunya era la cinquena regió europea en atracció d'inversió estrangera al sector, amb 475 milions d’euros.

### Catalonia.AI: Estratègia d'intel·ligència artificial de Catalunya
Consisteix en un programa d'actuacions multisectorials de suport a l'evolució de la IA a Catalunya, coordinat pel Departament de Polítiques Administració Pública i amb el suport del Govern de la Generalitat de Catalunya. L'objectiu és poder impulsar l'economia i millorar la vida de les persones mitjançant el lideratge del coneixement, la investigació, l'aplicació i la creació de solucions basades en intel·ligència artificial. També es pretén construir un ecosistema d'intel·ligència artificial on cooperaran la comunitat científica i acadèmica, les empreses del sector, i els ciutadans per arribar a desenvolupar una indústria de primer ordre que situï a Catalunya i a Barcelona entre els motors d'IA del continent i del món.

### AI4EU: Projecte de plataforma europea a Catalunya
L'Artifical intelligence for Europe és un projecte que pretén crear un ecosistema en IA en l'àmbit europeu que pugui desenvolupar i oferir als usuaris algoritmes, eines, recursos i coneixement. Iniciat el gener del 2019 a Barcelona i impulsat per la Unió Europea, comprèn 80 col·laboradors de 21 països diferents dins la UE. Els centres de recerca catalans que prenen partit dins del projecte són la UPC i el BSC-CNS.
Una de les parts més importants d'aquest projecte és el vessant ètic. Per a assegurar-se que la intel·ligència artificial se centri en les persones i sigui eficient i segura s'ha creat un grup de 52 experts europeus que s'encarregarà d'establir sobre paper les bases d'una la IA ètica. Es contempla també la possibilitat de crear l'Observatori d'Ètica AI4EU que tindria la funció de vetllar per al compliment de les bases.

### Centres tecnològics a Catalunya i les seves aportacions i investigacions en la IA[36]
- Barcelona Supercomputing Centre (BSC). Gestiona la Xarxa Espanyola de Supercomputació (RES) gràcies al consorci entre la Generalitat de Catalunya, l'UPC i el Ministeri de Ciència, Innovació i Universitats.[41]

- Grup d'Intel·ligència Artificial d'Alt Rendiment. Aplica i investiga tècniques d'Intel·ligència Artificial amb infraestructures de computació d'alt rendiment.També investiga per a millorar l'estat actual de la tècnica i respondre als reptes socials i científics. Aquest grup, juntament amb el BSC acolliran el supercomputador Mare Nostrum 5.

- Institut d'Investigació́ en Intel·ligència Artificial (IIIA). Realitza una recerca sobre sistemes d'aprenentatge, sistemes multi agent, raonament i lògica en l'àmbit de l'IA. Sectors i àmbits molt diversos com els mercats tecnològics I la salut ja s'han beneficiat dels resultats de les recerques.[42]

- Centre de Visió per Computador (CVC). Fundat per la Generalitat i la Universitat Autònoma de Barcelona, realitza una recerca sobre el camp de la visió per computador els sectors del color en context, l'anàlisi de documents i la imatge mèdica entra altres.[43]

- Centre d'Investigació i Innovació Tecnològica de la UPC. Comprèn 20 centres i té la millora de la competitivitat de les empreses com a objectiu principal. Entre les aplicacions de l'IA descobertes pels centres hi ha l'aplicació per a la diagnosi precoç de l'Alzheimer.[44]

- Centre Easy. Du a terme una recerca combinada amb la transferència tecnològica a la indústria. Acompleix investigació social mitjançant l'automatització́ de la interacció́ dels usuaris per a millorar i alleugerir els resultats.[45]

- DATASCIENCE@UB. Està especialitzat en les tecnologies del big data i en l'anàlisi avançat de dades. Està integrat per dos grups de recerca de la Universitat de Barcelona.[46]

- CIMNE. Per a assolir un avanç en el coneixement i la tecnologia en l'enginyeria desenvolupa mètodes numèrics i tècniques computacionals. Abasta temes de recerca molt amplis.[47]

- Eurecat. Realitza recerca en molts terrenys, entre ells els de materials, nous processos de fabricació, impressió funcional i teixits funcionals. A nivell europeu aporta algoritmes en un projecte de punts de càrrega de vehicles elèctrics.[48]

- Fundació i2CAT. En IA se centra sobretot en el desenvolupament de tècniques de machine learning per al processament i tractament de dades rellevants en un mar de dades (big data).[49]
- Institut Català de Recerca de l'Aigua (ICRA). Realitza recerca sobre l'aplicació de la IA en sistemes d'ajuda a la presa de decisions en aspectes relacionats amb el medi ambient i el tractament d'aigües, entre d'altres.[50]
- IRIS: En l'àmbit de l'IA, dissenya i desenvolupa sistemes intel·ligents amb eines d'IA per la industria 4.0.[51]
- Institut de Robòtica i Informàtica Industrial (IRI). Són experts en transferir coneixements a sistemes robòtics adreçats als humans i en sistemes d'IA.[52]
- Intelligent Pharma, S.L. (IPHARMA). Du a terme una investigació per a desenvolupar informàticament algorismes d'IA útils en l'àmbit de la biotecnologia.
- La Salle R&D. Entre moltes línies de treball comprèn la interacció persona-ordinador amb la visió computacional, els reconeixements facials i gestuals i l'aprenentatge automàtic.[53]
- ViCOROB. Investiguen en àmbits que tenen aplicacions pràctiques en l'IA com ara els sistemes intel·ligents i la identificació d'objectes dins de les imatges.[54]